# Allègre-les-Fumades
Pour les articles homonymes, voir Allègre (homonymie).
Allègre-les-Fumades est une commune française située dans le nord du département du Gard, en région Occitanie. Elle est située en vallée de la Cèze à proximité de l'Ardèche.
Exposée à un climat méditerranéen, elle est drainée par la Cèze, l'Auzon, l'Alauzène, l'Argensol, le ruisseau du Peyrol et par divers autres petits cours d'eau. La commune possède un patrimoine naturel remarquable : deux sites Natura 2000 (« la Cèze et ses gorges » et les « garrigues de Lussan »), un espace protégé (le « secteur nord du massif du Bouquet ») et quatre zones naturelles d'intérêt écologique, faunistique et floristique.
Allègre-les-Fumades est une commune rurale qui compte 1 013 habitants en 2022, après avoir connu une forte hausse de la population depuis 1968. Elle fait partie de l'aire d'attraction d'Alès. Ses habitants sont appelés les Allégrais ou  Allégraises.
Le patrimoine architectural de la commune comprend un immeuble protégé au titre des monuments historiques : le château d'Allègre, inscrit en 1997.

## Géographie

### Communes limitrophes
Les communes limitrophes sont Bouquet, Fons-sur-Lussan, Navacelles, Potelières, Rivières, Rousson, Saint-Denis, Saint-Julien-de-Cassagnas et Servas.
| Potelières                         | Saint-Denis         | Rivières        |
| Saint-Julien-de-Cassagnas, Rousson | Allègre-les-Fumades | Fons-sur-Lussan |
| Servas                             | Navacelles          | Bouquet         |

La commune est composée de différents hameaux dispersés sur son territoire dont les plus importants sont : Boisson, Auzon, Arlende, la Bégude, Les Vieilles Fumades, Fumades-les-Bains et le Mas Chabert.
La station thermale des Fumades-les-Bains est désormais le seul centre thermal du département du Gard accueillant des curistes et une clientèle venant se relaxer grâce à des soins de remise en forme. Ses sources riches en hydrogène sulfuré sont employées pour soigner les affections des voies respiratoires et de la peau, la rhumatologie et la fibromyalgie.

### Climat
Pour des articles plus généraux, voir Climat de l'Occitanie et Climat du Gard.
En 2010, le climat de la commune est de type climat méditerranéen franc, selon une étude s'appuyant sur une série de données couvrant la période 1971-2000. En 2020, Météo-France publie une typologie des climats de la France métropolitaine dans laquelle la commune est dans une zone de transition entre le climat de montagne et le climat méditerranéen et est dans la région climatique Provence, Languedoc-Roussillon, caractérisée par une pluviométrie faible en été, un très bon ensoleillement (2 600 h/an), un été chaud (21,5 °C), un air très sec en été, sec en toutes saisons, des vents forts (fréquence de 40 à 50 % de vents > 5 m/s) et peu de brouillards.
Pour la période 1971-2000, la température annuelle moyenne est de 13,4 °C, avec une amplitude thermique annuelle de 17,7 °C. Le cumul annuel moyen de précipitations est de 978 mm, avec 7 jours de précipitations en janvier et 3,6 jours en juillet. Pour la période 1991-2020, la température moyenne annuelle observée sur la station météorologique la plus proche, située sur la commune de Brouzet-lès-Alès à 7 km à vol d'oiseau, est de 13,5 °C et le cumul annuel moyen de précipitations est de 923,9 mm,. Pour l'avenir, les paramètres climatiques de la commune estimés pour 2050 selon différents scénarios d'émission de gaz à effet de serre sont consultables sur un site dédié publié par Météo-France en novembre 2022.

### Milieux naturels et biodiversité

#### Espaces protégés
La protection réglementaire est le mode d’intervention le plus fort pour préserver des espaces naturels remarquables et leur biodiversité associée,.
Un  espace protégé est présent sur la commune : 
le « secteur nord du massif du Bouquet », objet d'un arrêté de protection de biotope, d'une superficie de 147,6 ha.

#### Réseau Natura 2000

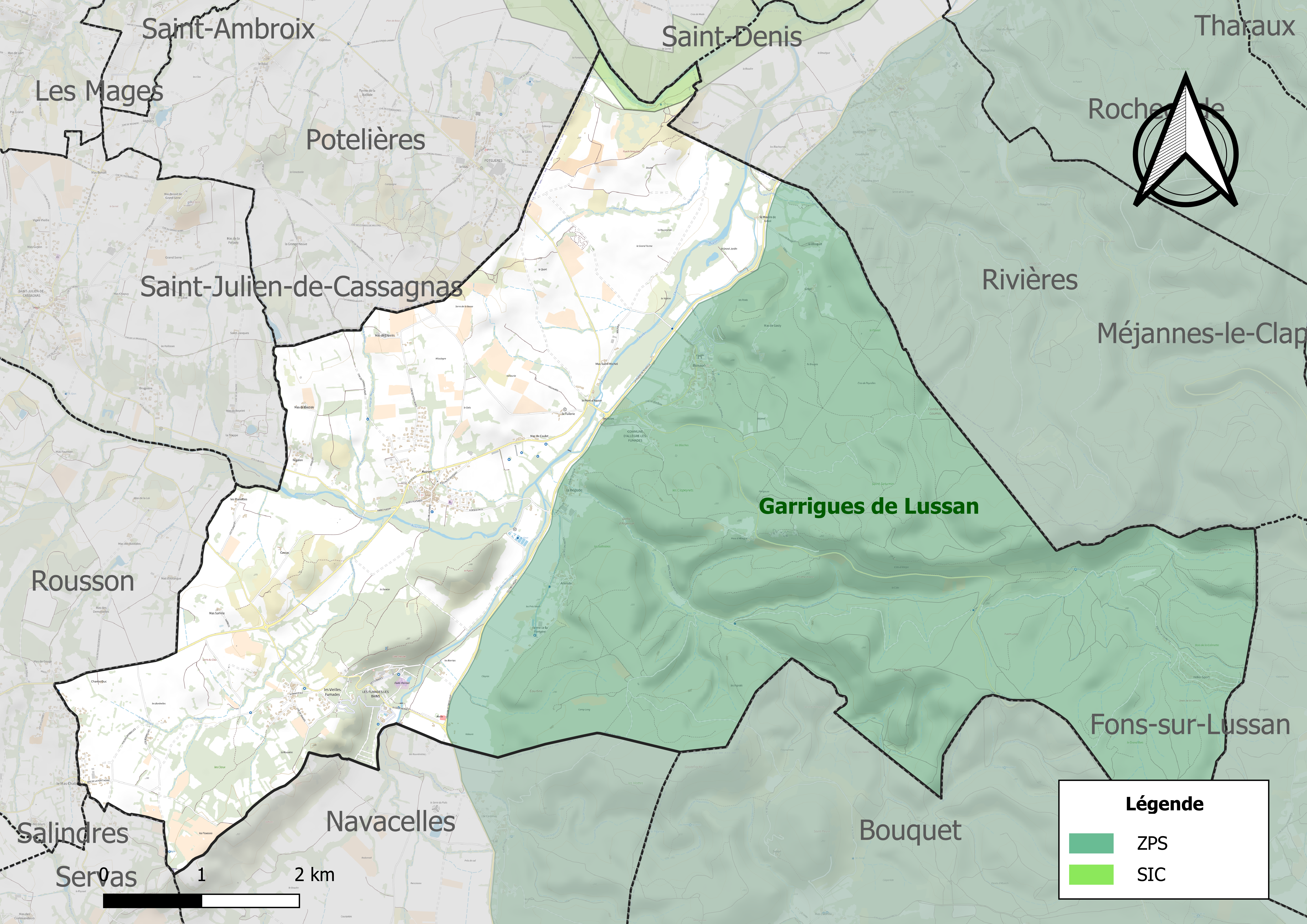
Site Natura 2000 sur le territoire communal.

Le réseau Natura 2000 est un réseau écologique européen de sites naturels d'intérêt écologique élaboré à partir des directives habitats et oiseaux, constitué de zones spéciales de conservation (ZSC) et de zones de protection spéciale (ZPS).
Un site Natura 2000 a été défini sur la commune au titre de la directive habitats :
- « la Cèze et ses gorges », d'une superficie de 3 550 ha, un territoire dont les principaux habitats naturels sont des formations méditerranéennes (Asplenion, Quercion ilicis) dans les gorges, avec notamment des descentes remarquables d'espèces montagnardes[12]

et un au titre de la directive oiseaux : 
- les « garrigues de Lussan », d'une superficie de 29 150 ha. Ce site abritait en 1999 un site de nidfication d'un couple de vautour percnoptère. Ce site constitue  un lien essentiel dans la petite population méditerranéenne résiduelle du Sud-Est de la France (comprenant une vingtaine de couples seulement), situé entre les noyaux d'Ardèche et Drôme-Isère, au nord, des gorges du Gardon, au sud, du Lubéron et des Alpilles, à l'est, du haut montpelliérais et des Gorges Tarn-Jonte, à l'ouest[13].

#### Zones naturelles d'intérêt écologique, faunistique et floristique
L’inventaire des zones naturelles d'intérêt écologique, faunistique et floristique (ZNIEFF) a pour objectif de réaliser une couverture des zones les plus intéressantes sur le plan écologique, essentiellement dans la perspective d’améliorer la connaissance du patrimoine naturel national et de fournir aux différents décideurs un outil d’aide à la prise en compte de l’environnement dans l’aménagement du territoire.
Deux ZNIEFF de type 1 sont recensées sur la commune :
la « rivière de la Cèze à l'aval de Saint-Ambroix » (228 ha), couvrant 9 communes du département, et 
les « rochers de St-Peyre et d'Aiguières » (171 ha), couvrant 3 communes du département
et deux ZNIEFF de type 2, : 
- le « cours moyen de la Cèze » (648 ha), couvrant 16 communes du département[17] ;
- le « plateau de Lussan et Massifs Boisés » (37 159 ha), couvrant 40 communes du département[18].

Carte des ZNIEFF de type 1 et 2 à Allègre-les-Fumades.
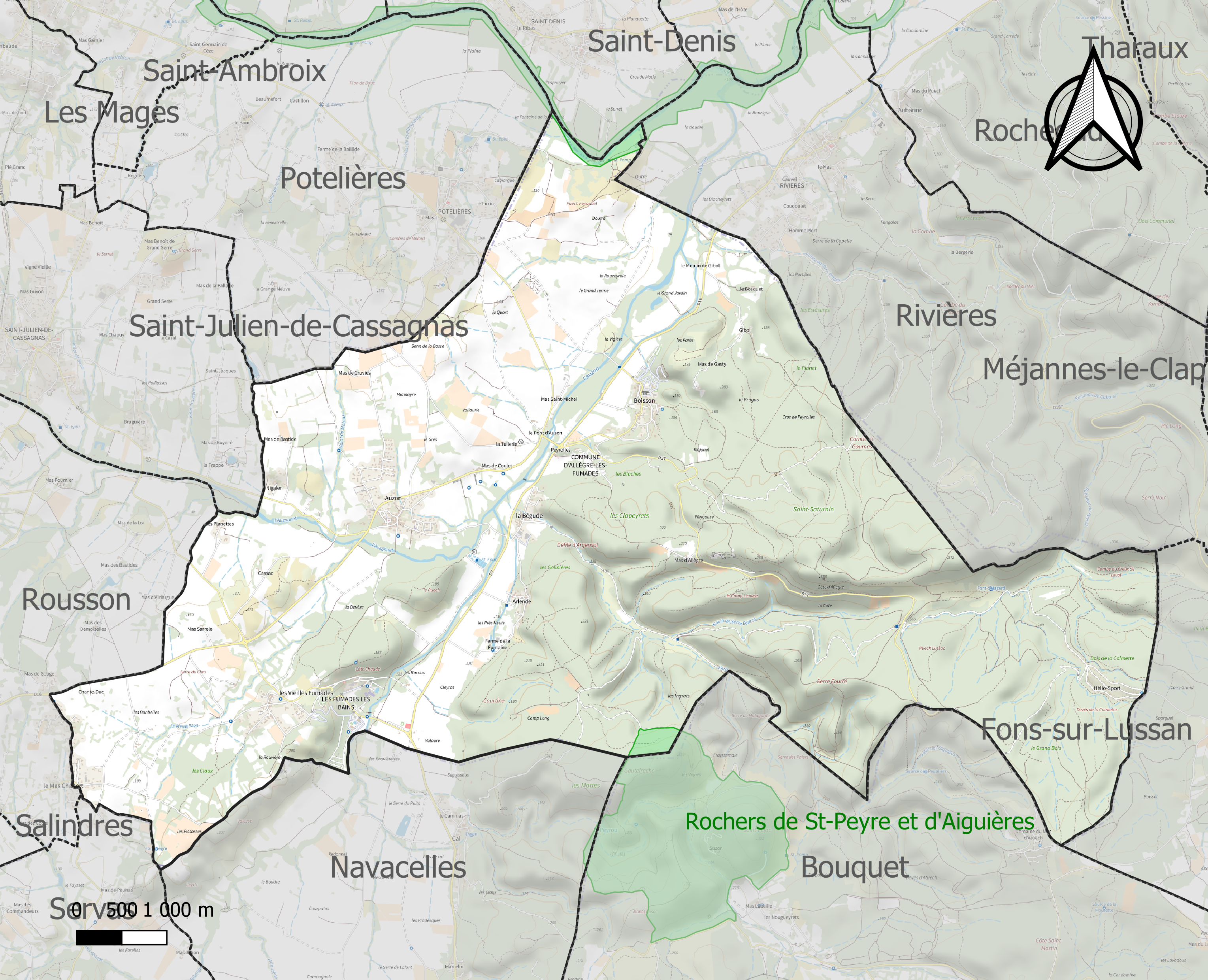
Carte des ZNIEFF de type 1 sur la commune.
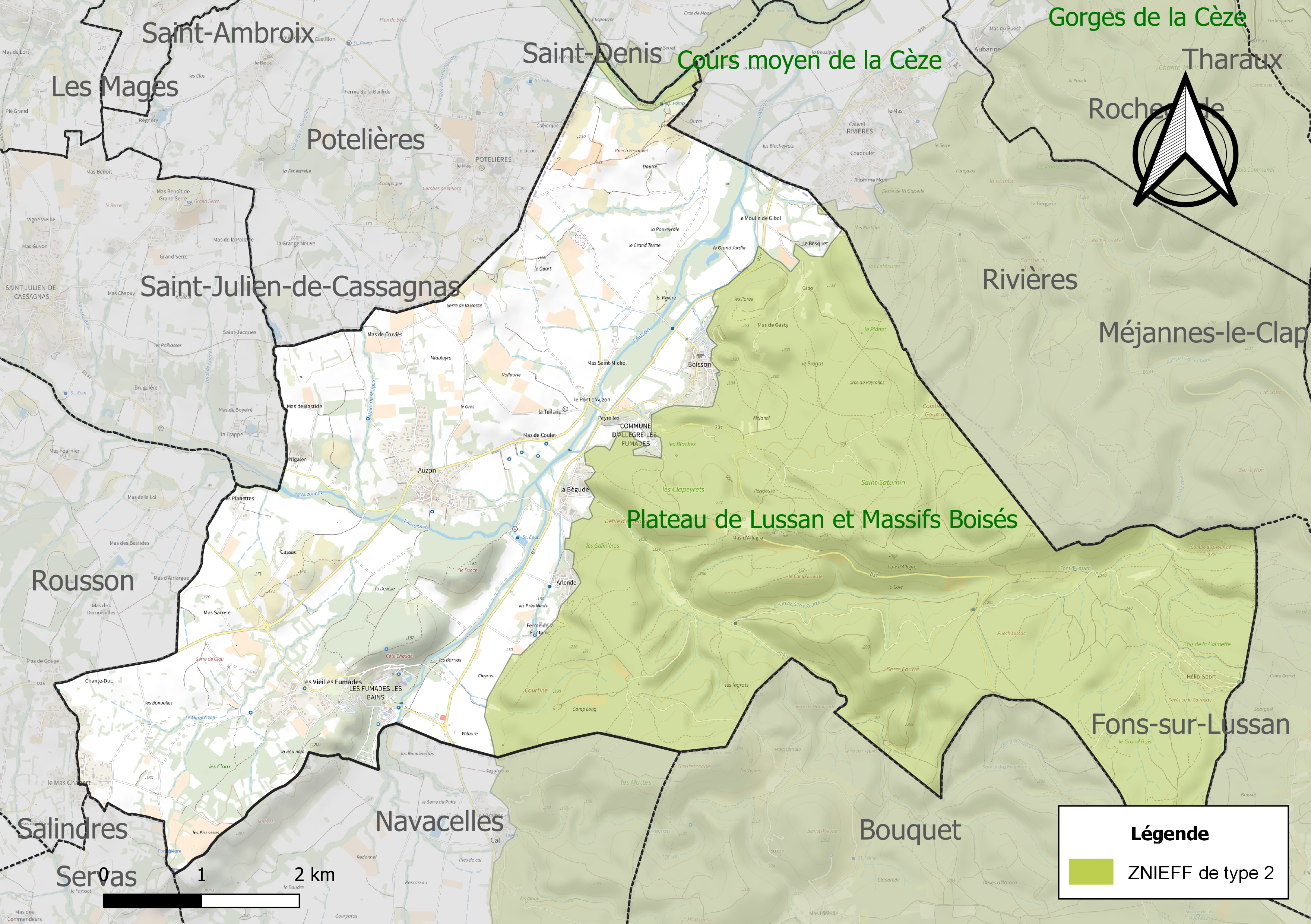
Carte des ZNIEFF de type 2 sur la commune.

## Urbanisme

### Typologie
Au 1er janvier 2024, Allègre-les-Fumades est catégorisée commune rurale à habitat dispersé, selon la nouvelle grille communale de densité à sept niveaux définie par l'Insee en 2022.
Elle est située hors unité urbaine. Par ailleurs la commune fait partie de l'aire d'attraction d'Alès, dont elle est une commune de la couronne,. Cette aire, qui regroupe 64 communes, est catégorisée dans les aires de 50 000 à moins de 200 000 habitants,.

### Occupation des sols
L'occupation des sols de la commune, telle qu'elle ressort de la base de données européenne d’occupation biophysique des sols Corine Land Cover (CLC), est marquée par l'importance des forêts et milieux semi-naturels (57,4 % en 2018), en diminution par rapport à 1990 (60,1 %). La répartition détaillée en 2018 est la suivante : forêts (52 %), zones agricoles hétérogènes (38 %), milieux à végétation arbustive et/ou herbacée (5,4 %), prairies (3,4 %), zones urbanisées (1,2 %). L'évolution de l'occupation des sols de la commune et de ses infrastructures peut être observée sur les différentes représentations cartographiques du territoire : la carte de Cassini (XVIIIe siècle), la carte d'état-major (1820-1866) et les cartes ou photos aériennes de l'IGN pour la période actuelle (1950 à aujourd'hui).

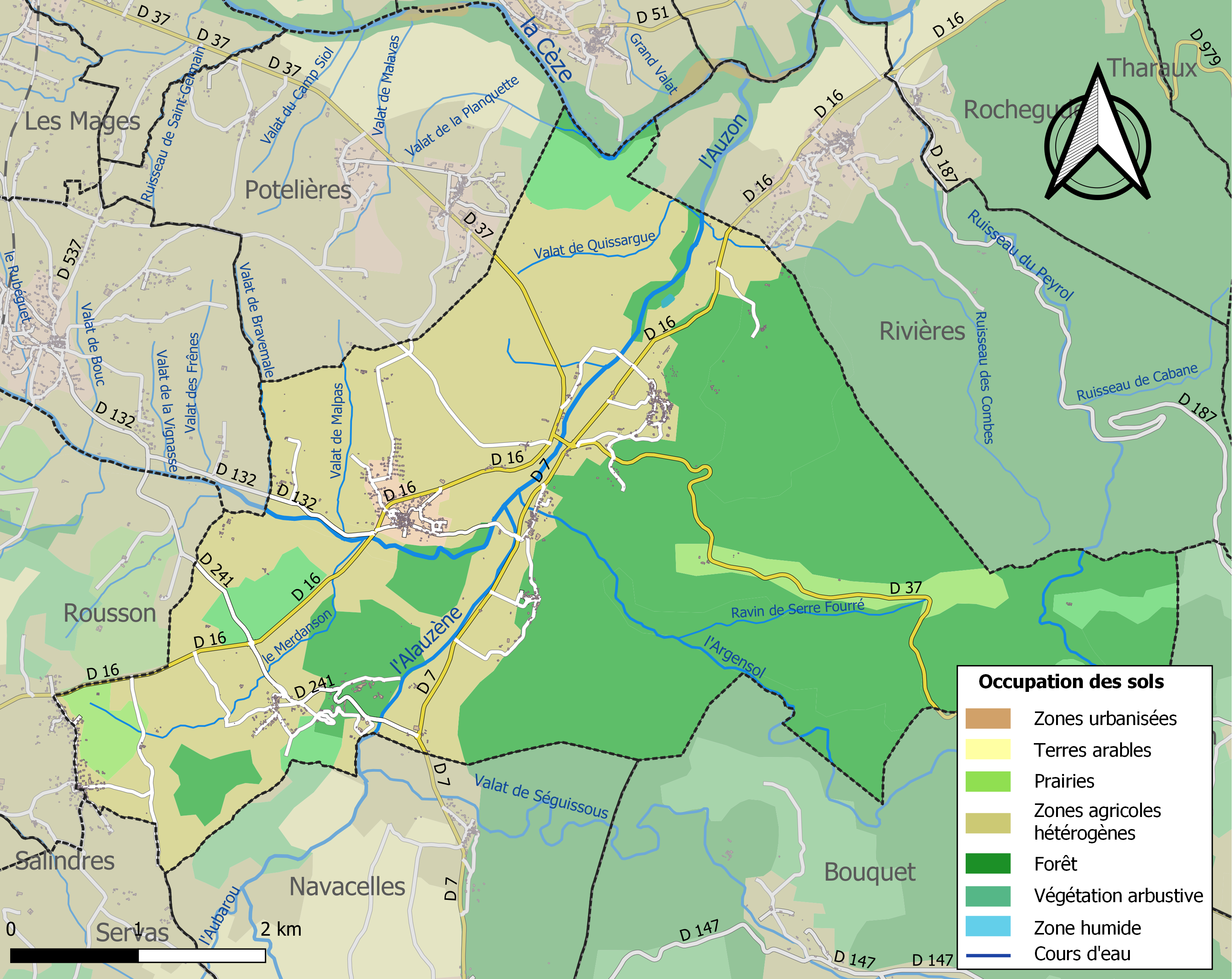
Carte des infrastructures et de l'occupation des sols de la commune en 2018 (CLC).

### Risques majeurs
Le territoire de la commune d'Allègre-les-Fumades est vulnérable à différents aléas naturels : météorologiques (tempête, orage, neige, grand froid, canicule ou sécheresse), inondations, feux de forêts, mouvements de terrains et séisme (sismicité modérée). Il est également exposé à deux risques technologiques, le transport de matières dangereuses et la rupture d'un barrage, et à un risque particulier : le risque de radon. Un site publié par le BRGM permet d'évaluer simplement et rapidement les risques d'un bien localisé soit par son adresse soit par le numéro de sa parcelle.

#### Risques naturels
Certaines parties du territoire communal sont susceptibles d’être affectées par le risque d'inondation par débordement de cours d'eau et par une crue torrentielle ou à montée rapide de cours d'eau, notamment la Cèze, l'Auzon et l'Alauzène. La commune a été reconnue en état de catastrophe naturelle au titre des dommages causés par les inondations et coulées de boue survenues en 1982, 1983, 1987, 1993, 1997, 1998, 2001, 2002 et 2014,.

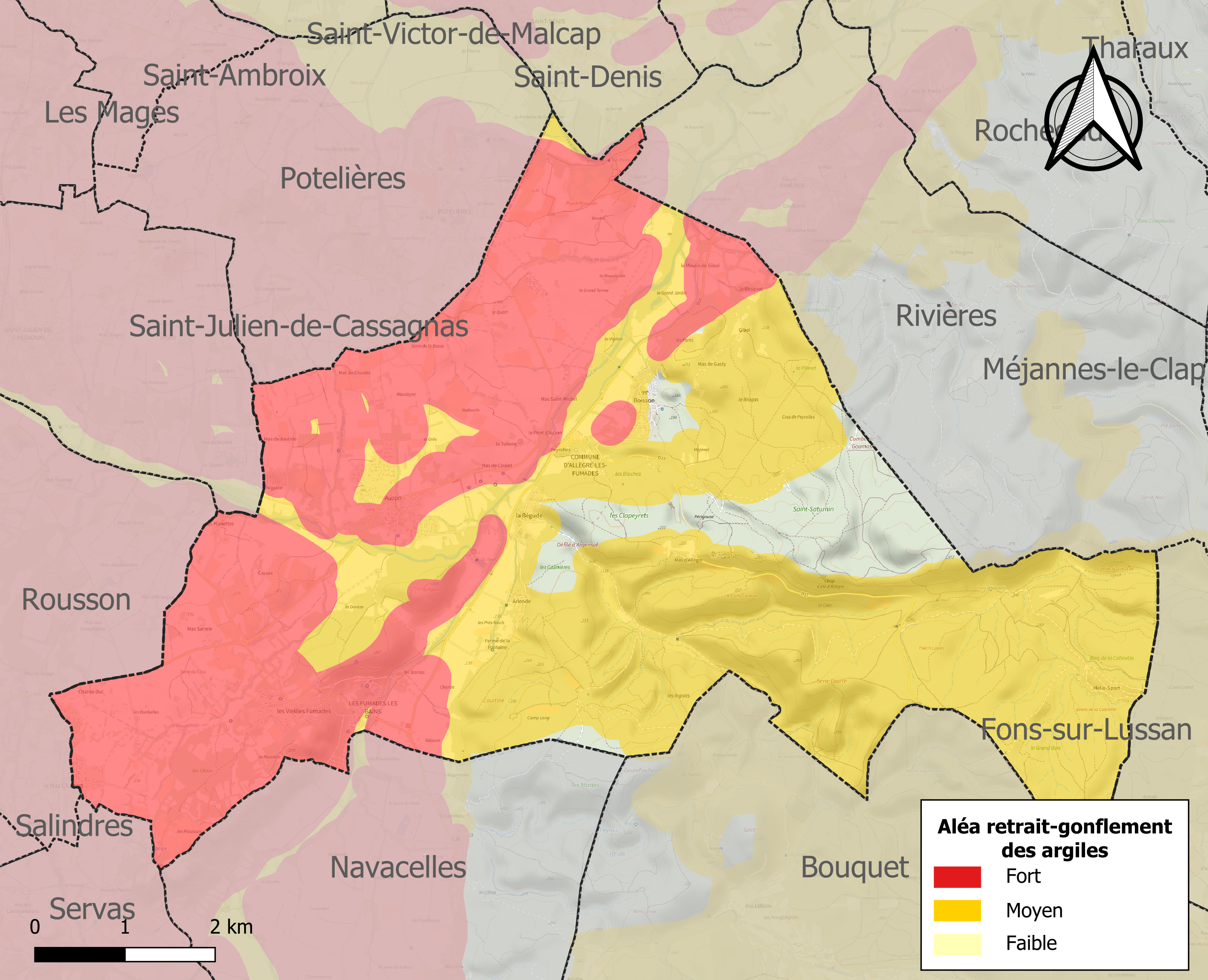
Carte des zones d'aléa retrait-gonflement des sols argileux d'Allègre-les-Fumades.

La commune est vulnérable au risque de mouvements de terrains constitué principalement du retrait-gonflement des sols argileux. Cet aléa est susceptible d'engendrer des dommages importants aux bâtiments en cas d’alternance de périodes de sécheresse et de pluie. 91,2 % de la superficie communale est en aléa moyen ou fort (67,5 % au niveau départemental et 48,5 % au niveau national). Sur les 595 bâtiments dénombrés sur la commune en 2019, 570 sont en aléa moyen ou fort, soit 96 %, à comparer aux 90 % au niveau départemental et 54 % au niveau national. Une cartographie de l'exposition du territoire national au retrait gonflement des sols argileux est disponible sur le site du BRGM,.
Par ailleurs, afin de mieux appréhender le risque d’affaissement de terrain, l'inventaire national des cavités souterraines permet de localiser celles situées sur la commune.
Concernant les mouvements de terrains, la commune a été reconnue en état de catastrophe naturelle au titre des dommages causés par la sécheresse en 2012, 2016, 2017 et 2019 et par des mouvements de terrain en 1983.

#### Risques technologiques
Le risque de transport de matières dangereuses sur la commune est lié à sa traversée par des infrastructures routières ou ferroviaires importantes ou la présence d'une canalisation de transport d'hydrocarbures. Un accident se produisant sur de telles infrastructures est en effet susceptible d’avoir des effets graves au bâti ou aux personnes jusqu'à 350 m, selon la nature du matériau transporté. Des dispositions d’urbanisme peuvent être préconisées en conséquence.
La commune est en outre située en aval du barrage de Sénéchas, un ouvrage de classe A doté d'un PPI. À ce titre elle est susceptible d'être touchée par l’onde de submersion consécutive à la rupture de cet ouvrage.

#### Risque particulier
Dans plusieurs parties du territoire national, le radon, accumulé dans certains logements ou autres locaux, peut constituer une source significative d’exposition de la population aux rayonnements ionisants. Certaines communes du département sont concernées par le risque radon à un niveau plus ou moins élevé. Selon la classification de 2018, la commune d'Allègre-les-Fumades est classée en zone 2, à savoir zone à potentiel radon faible mais sur lesquelles des facteurs géologiques particuliers peuvent faciliter le transfert du radon vers les bâtiments.

## Histoire

### Préhistoire et Antiquité
Un oppidum et des enceintes néolithiques sont parmi les premières traces de présence humaine. Deux sites archéologiques d'époque gallo-romaine ont été découverts, l'un sur le hameau d'Arlende, un second aux Fumades-les-Bains. Le site d'Arlende correspond à une agglomération secondaire du Ier siècle av. J.-C. au IIe siècle apr. J.-C. Elle a été étudiée par l'INRAP (Institut national de recherche et d'archéologie préventive) en 2003 avec la collaboration d'associations locales. Un diagnostic archéologique d'un mois a révélé une zone d'habitat, d'artisanat (fours de potier et certainement de métallurgie) et de culte. Ce site devait être étroitement lié à celui des Fumades déjà reconnu pour les vertus de ses eaux. En effet, des bas-reliefs dédiés aux nymphes des eaux ont été découverts. Sur l'un d'entre eux, la vénération des divinités des eaux est associée au culte de l'empereur. Parmi les vestiges, on répertorie notamment une piscine carrelée de 4 mètres de diamètre, des cippes, des monnaies, des mosaïques. Ces témoignages sont aujourd'hui enfouis.

### Moyen Âge
La vie s'organisait autour du château d'Allègre. Les premières sources écrites mentionnant cet édifices datent du début du XIIe siècle. Il est l'un des exemples de co-seigneurie en Languedoc-Roussillon, ce qui lui vaut le surnom de "village de chevaliers". Une quinzaine de familles se partageaient les droits et les obligations et cohabitaient sous l'égide d'un seigneur dominant. Il est classé à l'Inventaire supplémentaire des Monuments Historiques. Au-dessus du château se dresse les vestiges de la Chapelle Saint Saturnin, placée sous la protection du saint thaumaturge, recevait de nombreux enfants malades que l’on mouillait avec l'eau de sa source. La croyance assurait que la maladie restait dans les vêtements retirés et laissés sur place en ex-voto.

#### Les Templiers et les Hospitaliers
Mas de Peyrolles est une ancienne grange de l'ordre du Temple qui dépendait de la maison du Temple d'Alès, devenue une commanderie de l'ordre de Saint-Jean de Jérusalem dite de Saint-Julien de Peyrolles lors de la dévolution des biens de l'ordre du Temple puis un membre de la commanderie de Jalès au sein du grand prieuré de Saint-Gilles,.

## Politique et administration

### Rattachements électoraux
Pour l'élection des députés, elle fait partie de la quatrième circonscription du Gard.

### Liste des maires
| Période                                  | Période  | Identité        | Étiquette | Qualité |
| ---------------------------------------- | -------- | --------------- | --------- | --- |
| mars 2001                                | 2014     | Pierre Brun     | DVG       | Ancien président de la Communauté de communes du Pays de Cèze Président de la Communauté de communes Cèze-Cévennes (2011-2014) |
| mars 2014                                | En cours | Geneviève Coste | SE        | |
| Les données manquantes sont à compléter. |          |                 |           | |

## Population et société

### Démographie

#### Évolution démographique
L'évolution du nombre d'habitants est connue à travers les recensements de la population effectués dans la commune depuis 1793. Pour les communes de moins de 10 000 habitants, une enquête de recensement portant sur toute la population est réalisée tous les cinq ans, les populations de référence des années intermédiaires étant quant à elles estimées par interpolation ou extrapolation. Pour la commune, le premier recensement exhaustif entrant dans le cadre du nouveau dispositif a été réalisé en 2004.

En 2022, la commune comptait 1 013 habitants, en évolution de +15,51 % par rapport à 2016 (Gard : +2,97 %, France hors Mayotte : +2,11 %).
| 1793 | 1800 | 1806 | 1821 | 1831  | 1836  | 1841  | 1846  | 1851  |
| ---- | ---- | ---- | ---- | ----- | ----- | ----- | ----- | ----- |
| 970  | 767  | 786  | 863  | 1 020 | 1 029 | 1 090 | 1 133 | 1 273 |

| 1856  | 1861  | 1866  | 1872  | 1876  | 1881 | 1886  | 1891  | 1896 |
| ----- | ----- | ----- | ----- | ----- | ---- | ----- | ----- | ---- |
| 1 272 | 1 247 | 1 250 | 1 151 | 1 093 | 967  | 1 007 | 1 012 | 991  |

| 1901 | 1906 | 1911 | 1921 | 1926 | 1931 | 1936 | 1946 | 1954 |
| ---- | ---- | ---- | ---- | ---- | ---- | ---- | ---- | ---- |
| 917  | 917  | 932  | 788  | 774  | 721  | 634  | 572  | 591  |

| 1962 | 1968 | 1975 | 1982 | 1990 | 1999 | 2004 | 2006 | 2009 |
| ---- | ---- | ---- | ---- | ---- | ---- | ---- | ---- | ---- |
| 588  | 563  | 577  | 581  | 623  | 616  | 695  | 713  | 777  |

| 2014 | 2019 | 2022  | - | - | - | - | - | - |
| ---- | ---- | ----- | - | - | - | - | - | - |
| 853  | 953  | 1 013 | - | - | - | - | - | - |

#### Pyramide des âges
En 2018, le taux de personnes d'un âge inférieur à 30 ans s'élève à 30,7 %, soit en dessous de la moyenne départementale (32,6 %). À l'inverse, le taux de personnes d'âge supérieur à 60 ans est de 30,3 % la même année, alors qu'il est de 29,6 % au niveau départemental.
En 2018, la commune comptait 470 hommes pour 458 femmes, soit un taux de 50,65 % d'hommes, largement supérieur au taux départemental (48,18 %).
Les pyramides des âges de la commune et du département s'établissent comme suit.
| Hommes | Classe d’âge | Femmes |
| ------ | ------------ | ------ |
| 0,4    | 90 ou +      | 1,3    |
| 8,1    | 75-89 ans    | 10,9   |
| 21,1   | 60-74 ans    | 18,9   |
| 22,6   | 45-59 ans    | 20,0   |
| 15,5   | 30-44 ans    | 19,8   |
| 13,0   | 15-29 ans    | 12,3   |
| 19,3   | 0-14 ans     | 16,8   |

| Hommes | Classe d’âge | Femmes |
| ------ | ------------ | ------ |
| 0,9    | 90 ou +      | 2      |
| 8,3    | 75-89 ans    | 10,6   |
| 19,4   | 60-74 ans    | 19,9   |
| 20,4   | 45-59 ans    | 20,3   |
| 16,8   | 30-44 ans    | 17     |
| 16,4   | 15-29 ans    | 14,2   |
| 17,8   | 0-14 ans     | 15,8   |

## Économie

### Revenus
En 2018  (données Insee publiées en septembre 2021), la commune compte 402 ménages fiscaux, regroupant 909 personnes. La médiane du revenu disponible par unité de consommation est de 18 720 € (20 020 € dans le département).

### Emploi
|                | 2008   | 2013 | 2018   |
| -------------- | ------ | ---- | ------ |
| Commune        | 9,3 %  | 15 % | 12,1 % |
| Département    | 10,6 % | 12 % | 12 %   |
| France entière | 8,3 %  | 10 % | 10 %   |

En 2018, la population âgée de 15 à 64 ans s'élève à 556 personnes, parmi lesquelles on compte 72,7 % d'actifs (60,6 % ayant un emploi et 12,1 % de chômeurs) et 27,3 % d'inactifs,. En  2018, le taux de chômage communal (au sens du recensement) des 15-64 ans est supérieur à celui de la France et du département, alors qu'il était inférieur à celui du département en 2008.
La commune fait partie de la couronne de l'aire d'attraction d'Alès, du fait qu'au moins 15 % des actifs travaillent dans le pôle,. Elle compte 167 emplois en 2018, contre 166 en 2013 et 187 en 2008. Le nombre d'actifs ayant un emploi résidant dans la commune est de 339, soit un indicateur de concentration d'emploi de 49,2 % et un taux d'activité parmi les 15 ans ou plus de 53,4 %.
Sur ces 339 actifs de 15 ans ou plus ayant un emploi, 66 travaillent dans la commune, soit 20 % des habitants. Pour se rendre au travail, 88,8 % des habitants utilisent un véhicule personnel ou de fonction à quatre roues, 1,4 % les transports en commun, 3,4 % s'y rendent en deux-roues, à vélo ou à pied et 6,3 % n'ont pas besoin de transport (travail au domicile).

### Activités hors agriculture

#### Secteurs d'activités
91 établissements sont implantés  à Allègre-les-Fumades au 31 décembre 2019. Le tableau ci-dessous en détaille le nombre par secteur d'activité et compare les ratios avec ceux du département,.
| Secteur d'activité                                                                                        | Commune | Commune | Département |
| Secteur d'activité                                                                                        | Nombre  | %       | %           |
| --- | ------- | ------- | ----------- |
| Ensemble                                                                                                  | 91      | 100 %   | (100 %)     |
| Industrie manufacturière, industries extractives et autres                                                | 6       | 6,6 %   | (7,9 %)     |
| Construction                                                                                              | 14      | 15,4 %  | (15,5 %)    |
| Commerce de gros et de détail, transports, hébergement et restauration                                    | 34      | 37,4 %  | (30 %)      |
| Information et communication                                                                              | 1       | 1,1 %   | (2,2 %)     |
| Activités financières et d'assurance                                                                      | 1       | 1,1 %   | (3 %)       |
| Activités immobilières                                                                                    | 5       | 5,5 %   | (4,1 %)     |
| Activités spécialisées, scientifiques et techniques et activités de services administratifs et de soutien | 9       | 9,9 %   | (14,9 %)    |
| Administration publique, enseignement, santé humaine et action sociale                                    | 11      | 12,1 %  | (13,5 %)    |
| Autres activités de services                                                                              | 10      | 11 %    | (8,8 %)     |

Le secteur du commerce de gros et de détail, des transports, de l'hébergement et de la restauration est prépondérant sur la commune puisqu'il représente 37,4 % du nombre total d'établissements de la commune (34 sur les 91 entreprises implantées  à Allègre-les-Fumades), contre 30 % au niveau départemental.

#### Entreprises
Les cinq entreprises ayant leur siège social sur le territoire communal qui génèrent le plus de chiffre d'affaires en 2020 sont : 
- Socafuma Societe D'exploitation Du Casino Des Fumades, organisation de jeux de hasard et d'argent (4 206 k€) ;
- Chateau De Boisson, terrains de camping et parcs pour caravanes ou véhicules de loisirs (747 k€) ;
- Soc Gardoise De Thermalisme, entretien corporel (593 k€) ;
- Pole Mecanique Performance, formation continue d'adultes (109 k€) ;
- Societe D'exploitation Des Thermes Ales-Les-Fumades, construction d'autres bâtiments (10 k€).

### Agriculture
|               | 1988 | 2000 | 2010 | 2020 |
| ------------- | ---- | ---- | ---- | ---- |
| Exploitations | 43   | 15   | 7    | 6    |
| SAU (ha)      | 542  | 485  | 368  | 216  |

La commune est dans les Garrigues, une petite région agricole occupant le centre du département du Gard. En 2020, l'orientation technico-économique de l'agriculture  sur la commune est la culture de fruits ou d'autres cultures permanentes. Six exploitations agricoles ayant leur siège dans la commune sont dénombrées lors du recensement agricole de 2020 (43 en 1988). La superficie agricole utilisée est de 216 ha,,.

## Culture locale et patrimoine

### Lieux et monuments
- Le château d'Allègre.
- Église Saint-Félix de Boisson (carillon de 10 cloches, le plus important du Gard).
- Église Saint-Privat d'Allègre-les-Fumades.
- Chapelle Notre-Dame d'Allègre-les-Fumades.
- Maison de l'Eau.
- Station thermale de Fumades-les-Bains.
- Villa « Belle Époque » du Kronprinz.
- Mas de Peyrolles[Note 14].
- Château de Boisson. Au XVe siècle, il appartient à la famille du Haut Vilar, puis passe à la famille d'Angères.  En 1639, Marie Laurence d'Angéres l'apporte en dot à Charles de Moreton de Chabrillan, chevalier, seigneur de La Motte Chabrillan, capitaine. En 1775, le château, qui est alors un très vaste ensemble immobilier avec tours ronde et carrée s'étend jusqu'à l'église, est acheté par Simon Boudier de Laribal. L'acte précise « Château, basse-cour, écuries, greniers, bergeries, et autres bâtiments, terrasses, vergers, jardins, prés, chènevières, terres labourables, vignes, olivettes, muriers, rouvieres, bois, devoirs, herbages et autres biens ». En 1900, il appartient à Simon Boudier de Laribal de Boisson qui a épousé la comtesse de Guilhermier. Le château est vendu en 1982.

### Personnalités liées à la commune
- Daniel Féret (né en 1944), homme politique et médecin, est esthéticien au centre thermal des Fumades[43].

### Héraldique
| Blason de Allègre-les-Fumades | Blason  | D'azur à la bande losangée d'or et de sinople. |
| Blason de Allègre-les-Fumades | Détails |                                                |